# Кондратюк Ростислав Романович
Ростисла́в Рома́нович Кондратю́к (* 5 лютого 1938, Шепетівка, нині Хмельницької області - 19 жовтня 2024, Київ) — лауреат Державної премії України в галузі науки і техніки (2003).

## Біографія
Ростислав Романович Кондратюк народився 5 лютого 1938 року в місті Шепетівка.
1965 року закінчив фізико-математичний факультет Кам'янець-Подільського педагогічного інституту (нині Кам'янець-Подільський національний університет імені Івана Огієнка).
Заступник директора із загальних питань Головної астрономічної обсерваторії НАН України.
23 грудня 2003 року присуджено Державну премію України в галузі науки і техніки (у співавторстві) за цикл робіт «Розробка теоретичних основ та унікальної спостережної бази в Голосієві та на Терсколі для досліджень Сонця та тіл Сонячної системи».
Завдяки Ростиславу Романовичу Кондратюку було знайдено та втілено в життя численні оригінальні технічні рішення під час спорудження Андрушівської астрономічної обсерваторії (1998-2001).  

## Вшанування пам'яті
- Астероїд [235615 Росромкондратюк], відкритий в Андрушівській астрономічній обсерваторії, названий на його честь.